# John Elmer Blaha
John Elmer Blaha (San Antonio, Texas, 1942. augusztus 26. –) amerikai űrhajós.

## Életpálya
A Légierő Katonai főiskoláján 1965-ben diplomázott. Az amerikai légierő tiszt-pilótája. A vietnámi háborúban 361 harci bevetésben vett részt. Szolgálati ideje alatt 5500 órát repült 33 típusú repülőgéppel. A NASA kötelékében 1980. május 19-től részesült űrhajóskiképzésben. Öt küldetésben összesen 161 napot, 2 órát és 45 percet töltött a világűrben. Az űrrepülések során a legénység több tudományos kísérletet hajtott végre. Űrhajós pályafutását 1997. szeptember 26-án fejezte be. Egy amerikai nagyvállalat elnök-helyettese lett.

## Űrrepülések
- STS–29 jelű küldetés az amerikai űrrepülőgép-program 28., a Discovery űrrepülőgép nyolcadik repülése – pilóta.
- STS–33 jelű küldetés az amerikai űrrepülőgép-program 32., a Discovery űrrepülőgép kilencedik repülése – pilóta.
- STS–43 jelű küldetés az amerikai űrrepülőgép-program 42., az Atlantis űrrepülőgép kilencedik repülése – parancsnok.
- STS–58 az amerikai űrrepülőgép-program 58., a Columbia űrrepülőgép 15. repülése – parancsnok.
- STS–79 a Shuttle–Mir űrállomás programban az Atlantis űrrepülőgép 17. szolgálata – parancsnoka. Az STS–81 fedélzetén tért vissza a Földre.